# Beniamino Bonomi
Beniamino Bonomi (Verbania, 9 marzo 1968) è un canoista italiano, campione olimpico e mondiale nel kayak.

## Biografia
Beniamino ha iniziato a pagaiare giovanissimo (1977) presso la Società Canottieri Intra (Verbania, lago Maggiore). Ottiene i suoi primi successi con i colori di questa società sotto la guida del tecnico Gianfranco Guglielmi. Successivamente Bonomi, diplomatosi perito elettrotecnico, entra a fare parte del Gruppo Nautico Fiamme Gialle.
Nel 1988 partecipa alle olimpiadi di Seoul ottenendo la finale nelle gare K4 1 000m e K2 500m.
Il primo risultato di rilievo internazionale arriva al Campionato del Mondo di Parigi del 1991, dove ottiene il secondo posto nel K1 10.000m. Ai Giochi olimpici di Atlanta 1996, ottiene due medaglie d'argento: nel K1 1 000m, e assieme a Daniele Scarpa nel K2 500m.
Nell'edizione successiva, a Sydney 2000, raggiungerà l'oro nel K2 1000m, questa volta il compagno è Antonio Rossi, col quale, sempre nel K2 1000m vincerà l'argento ad Atene 2004.
Numerose anche le medaglie vinte ai Campionati del Mondo: 1 oro e 6 argenti.
Nel 2013 è stato allenatore federale e Commissario Tecnico della nazionale femminile di kayak.
Da gennaio 2014 è diventato allenatore del Gruppo Nautico Fiamme Gialle.
Dal 2016, coadiuvato dal suo staff di esperti, segue la preparazione olimpica del canoista italiano Carlo Tacchini.

## Palmarès
- Olimpiadi

Atlanta 1996: Argento nel K1 1000m e Argento nel K2 500m.
Sydney 2000: Oro nel K2 1000m.
Atene 2004: Argento nel K2 1000m.
- Mondiali

Parigi 1991: argento nel K1 10000m.
Duisburg 1995: oro nel K2 1000m.
Dartmouth 1997: argento nel K1 1000m, K2 200m e K2 500m.
Seghedino 1998: argento nel K2 500m e K4 200m.
- Campionati europei di canoa/kayak sprint

Plovdiv 1997: oro nel K2 500m e bronzo nel K1 1000m.